# Ficciones
Ficciones és una col·lecció de contes de Jorge Luis Borges en la qual figuren dos pròlegs. La crítica especialitzada l'ha aclamat com un dels llibres que van ajudar a definir el rumb de la literatura del segle XX. Així mateix, la seva publicació, el 1944, col·locà Borges en un primer pla de la literatura universal.

## Història editorial deFicciones
Ficciones consta de dues parts: El jardín de senderos que se bifurcan i Artificios. Malgrat la separació en parts, aquestes no difereixen en estil (l'única diferència palpable són les dates en què van aparèixer els textos i que Artificios és lleugerament més breu que El jardín). Per altra part, no sense certa ironia, Borges anota al pròleg d'Artificios que els relats inclosos en aquesta part són "d'execució menys maldestre" (Borges, 1995:119) que els de El Jardín. La divisió del llibre en dos és deguda al fet que la primera part havia estat publicada originàriament tres anys abans, el 1941, com un llibre individual.
A la sèrie de contes que constituïen El jardín de senderos que se bifurcan Borges va agregar sis contes més, agrupats sota el títol general d'Artificios, per a diferenciar-los d'alguna manera dels contes d'El jardín, i les dues parts, aleshores, prengueren el nom de Ficciones.
El 1956, Borges afegiria encara tres contes més a la col·lecció (o a "la sèrie", com ell preferia anomenar-la) i els inclouria en l'apartat d'Artificios.

## Contingut
El jardín de senderos que se bifurcan
- Pròleg
- Tlön, Uqbar, Orbis Tertius
- El acercamiento a Almotásim
- Pierre Menard, autor del Quijote
- Las ruinas circulares
- La lotería en Babilonia
- Examen de l'obra de Herbert Quain
- La biblioteca de Babel
- El jardín de senderos que se bifurcan

Artificios
- Pròleg d'Artificios
- Funes el memorioso
- La forma de la espada
- Tema del traidor y del héroe
- La muerte y la brújula
- El milagro secreto
- Tres versiones de Judas
- El fin
- La secta del Fénix
- El Sur